# Factor nuclear 1 alfa de hepatocito
El factor nuclear 1 alfa de hepatocito (HNF1A) también conocido como HNF1 homeobox A, es un receptor nuclear codificado en humanos por el gen HGNC HNF1A .
La proteína HNF1A es un factor de transcripción que presenta unos elevados niveles de expresión en el hígado y está implicado en la regulación de la expresión de varios genes específicos. Su expresión es controlada por otro de los miembros de la familia de factores nucleares de hepatocito, HNF4A.

## Interacciones
La proteína HNF1A ha demostrado ser capaz de interaccionar con:
- PCAF[4]
- Src[4]
- RAC3[4]
- EP300[5]
- CREBBP[4]
- PCBD1[6][7]